# Артьомовськ
Артьо́мовськ (Артемівськ, рос. Артёмовск, до 1939 — Ольховський) — місто в Російській Федерації, у Курагінському районі Красноярського краю. Населення становить 1896 осіб (2014).
Місто розташоване на південно-західних схилах Східного Саяна, за 380 км на південь від Красноярська та 12 км від найближчої залізничної станції Кошурніково на лінії Абакан — Тайшет.
Разом з селищем Джеб утворює міське поселення місто Артемівськ.